# Taxeotis isophanes
Taxeotis isophanes är en fjärilsart som beskrevs av Edward Meyrick 1890. Taxeotis isophanes ingår i släktet Taxeotis och familjen mätare. Inga underarter finns listade i Catalogue of Life.